# Дельомм, Бенуа
Бенуа Дельомм (фр. Benoît Delhomme; род. 28 августа 1961, Франция) — французский кинооператор и художник.

## Биография
Закончил Национальную киношколу Луи Люмьера (1982). В нескольких фильмах выступал ассистентом Брюно Нюиттена. Известность Бенуа Дельомму принесла работа в фильме французского режиссёра вьетнамского происхождения Чан Ань Хунга — «Аромат зелёной папайи» (1993). В 1998 году за работу над фильмом «Артемизия» получил номинацию на кинопремию «Сезар» за лучшую операторскую работу.

## Избранная фильмография
- 1993 — Аромат зелёной папайи / L’Odeur de la papaye verte / Mùi đu đủ xanh (реж. Чан Ань Хунг, номинация на Золотую лягушку МФ кинооператоров в Лодзи)
- 1993 — Как действуют люди / Comment font les gens (реж. Паскаль Байи)
- 1995 — Велорикша / Cyclo / Xích lô / 三輪車伕 (реж. Чан Ань Хунг)
- 1996 — В поисках кошки / Chacun cherche son chat (реж. Седрик Клапиш)
- 1996 — Семейная атмосфера / Un air de famille (реж. Седрик Клапиш)
- 1997 — Артемизия / Artemisia (реж. Аньес Мерле, номинация на премию «Сезар»)
- 1999 — Потеря сексуальной невинности / The Loss of Sexual Innocence (реж. Майк Фиггис)
- 1999 — С тобой или без тебя / With or Without You (реж. Майкл Уинтерботтом)
- 1999 — Фрёкен Юлия / Miss Julie (реж. Майк Фиггис)
- 1999 — Приговор / The Winslow Boy (реж. Дэвид Мэмет)
- 2000 — Игра / Play (реж. Энтони Мингелла)
- 2000 — Маркиз де Сад / Sade (реж. Бенуа Жако)
- 2001 — Приключения трупа / Mortel transfert (реж. Жан-Жак Бенекс)
- 2001 — А у вас который час? / Ni na bian ji dian (реж. Цай Минлян, специальная премия жюри Чикагского МКФ)
- 2002 — Адольф / Adolphe (реж. Бенуа Жако)
- 2004 — Венецианский купец / The Merchant of Venice (реж. Майкл Редфорд)
- 2005 — Предложение / The Proposition (реж. Джон Хиллкоут, премия Киноинститута Австралии, премия Союза кинокритиков Австралии)
- 2006 — Вторжение / Breaking and Entering (реж. Энтони Мингелла)
- 2007 — Номер 1408 / 1408 (реж. Микаэль Хафстрём)
- 2008 — Мальчик в полосатой пижаме / The Boy in the Striped Pyjamas (реж. Марк Херман)
- 2010 — Шанхай / Shanghai (реж. Микаэль Хафстрём)
- 2010 — Чат / Chatroom (реж. Хидэо Наката)
- 2011 — Один день / One day (реж. Лоне Шерфиг)
- 2011 — Опасный квартал / The Son of No One (реж. Дито Монтиель)
- 2012 — Самый пьяный округ в мире / Lawless (реж. Джон Хиллкоут)
- 2013 — Саломея / Salomé (реж. Аль Пачино)
- 2014 — Самый опасный человек / A Most Wanted Man (реж. Антон Корбейн)
- 2014 — Вселенная Стивена Хокинга / The Theory of Everything (реж. Джеймс Марш)
- 2016 — Свободный штат Джонса / The Free State of Jones (реж. Гэри Росс)
- 2018 — Ван Гог. На пороге вечности / At Eternity’s Gate (реж. Джулиан Шнабель)
- 2020 — Минамата / Minamata (реж. Эндрю Левитас)
- 2022 — Любовник леди Чаттерлей / Lady Chatterley’s Lover (реж. Лор де Клермон-Тоннер)
- 2024 — Материнский инстинкт /  Mothers' Instinct (режиссёрский дебют)